# Mukim di Lamunin
Lamunin è un mukim del Brunei situato nel Distretto di Tutong con 3.896 abitanti al censimento del 2011.

## Geografia antropica

### Suddivisioni amministrative
Il mukim è suddiviso in 12 villaggi (kapong in malese):
Layong, Kuala Abang, Pengkalan Tangsi, Belunu, Pengkalan Dong, Tanjong Dangar, Lamunin, Piasan, Bukit Sulang, Bentudoh, Panchong, Biong.